# 沙巴团结联盟
沙巴团结联盟是马来西亚沙巴州本土政党组成的一个政治联盟，于2018年至2020年期间存在。在2018年马来西亚大选国民阵线败选后，此联盟由百林吉丁岸领导沙巴州数个反对党组合而成。新组织的联盟成员包括沙巴团结党（PBS）、 沙巴立新党（STAR）和预留给国阵的其他成员，并期望由慕沙阿曼在沙巴州领导的巫统成员能加入沙巴团结党。但沙巴州国阵成员始终未加入沙巴团结联盟。
2020年2月喜来登政变时，沙巴团结联盟支持慕尤丁领导的国盟联盟取代希望联盟政府。9月，沙巴州沙菲宜阿达政府在政治危机中解散州立法议会以举行重选，沙巴团结联盟各党也改组注册成立沙巴人民联盟来参与州选举。

## 成员党
至2020年，沙巴团结联盟的成员包括：
|  |  | 沙团 （PBS）      | 沙巴团结党 Parti Bersatu Sabah            | 卡达山毛律利益 | 百林吉丁岸   | 1 / 222 | 7 / 79 |
|  |  | 沙巴立新党 (STAR) | 沙巴立新党 Parti Solidariti Tanah Airku   | 沙巴区域主义   | 杰菲里吉丁岸 | 1 / 222 | 6 / 79 |
|  |  | 沙民团党 （PBRS） | 沙巴人民团结党 Parti Bersatu Rakyat Sabah | 民族主义       | 佐瑟古律     | 1 / 222 | 0 / 79 |
|  |  | 沙巴进步党 (SAPP) | 沙巴进步党 Parti Progresif Sabah          | 区域主义       | 杨德利       | 0 / 222 | 1 / 79 |

## 当选代表

### 国会上议院

#### 上议员
沙巴团结联盟目前没有上议员。

### 国会下议院

#### 马来西亚第14届国会议员
沙巴团结联盟目前在下议院占有3席。
| 状态 | 编号 | 议会选区   | 议员         | 政党     | 政党           |          |          |
| ---- | ---- | ---------- | ------------ | -------- | -------------- | -------- | -------- |
| 沙巴 | P168 | 哥打马鲁都 | 麦西慕       |          | 沙巴团结党     |          |          |
| 沙巴 | P180 | 根地咬     | 杰菲里吉丁岸 |          | 沙巴立新党     |          |          |
| 沙巴 | P182 | 冰厢岸     | 佐瑟古律     |          | 沙巴人民团结党 |          |          |
| 沙巴 | 总数 | 沙巴 (3)   | 沙巴 (3)     | 沙巴 (3) | 沙巴 (3)       | 沙巴 (3) | 沙巴 (3) |

### 州立法议会

#### 马来西亚州议会代表
沙巴州议会